# 希爾茲鎮區 (伊利諾伊州萊克縣)
希爾茲鎮區（英語：Shields Township）是位於美國伊利諾伊州萊克縣的一個行政鎮區。

## 地方資料
根據2010年美國人口普查的數據，希爾茲鎮區的面積為45.82平方千米，當中陸地面積為45.79平方千米，而水域面積為0.03平方千米。當地共有人口36612人，而人口密度為每平方千米799.04人。